# 罪恶的审判
《罪恶的审判》（維吾爾語：جىنايى ھۆكۈم‎）是哈孜·艾买提于1964年创作的布面油彩画，是哈孜·艾买提的成名作。现藏于中国美术馆。《罪恶的审判》的主要内容为巴依与宗教法庭法官勾结，霸占维吾尔族少女，导致贫民少女与亲人生离死别的悲剧，被誉为新疆油画版“白毛女”。

## 主题取材
《罪恶的审判》是以伊斯兰教法的宗教法庭为背景而创作。新疆建省后，新疆境内大部分地区开始实施清朝法律，禁止宗教干预法律。除哈密札萨克和硕亲王外，各地郡王不准按伊斯兰教法审判民事案件。虽名义上禁止宗教法庭，但贯彻并不彻底，甚至存在政府包庇的情况。到中华民国大陆时期，哈密地区、南疆各地宗教法庭不仅依然存在，还保留有一定司法权力。伊斯兰教法在维吾尔族群众中具有强约束力，对世俗生活影响大。所涉及包括信仰、礼仪、契约、遗产、婚姻、家庭等民事案件。在哈密，到金树仁改土归流前，宗教法庭也负责审判杀人、盗窃、抢劫等刑事案件。不过由于伊斯兰教法的局限，并非所有案件都有明文规定，此时只能依靠习惯法或穆夫提处理、解释；加上宗教法庭司法权长期被宗教上层人士掌握，审判案件时常以自己的利益为中心，如此种种使宗教法庭时常发生司法不公的情况。《罪恶的审判》表现的主题便是地主巴依与宗教法庭法官勾结，所作出的不公正判决的场景。

## 画作内容
《罪恶的审判》纵128厘米，宽190厘米。其主题为巴依与宗教法庭法官勾结，霸占少女，导致贫民少女与亲人生离死别的悲剧。画面中共刻画30到40个人物，大致可分为三部分：其一为巴依和宗教法官一众。巴依从清真寺走出，其身配手枪，旁跟黑犬；其身边则是奴颜婢膝的宗教法官；二人身后是正在拖拽少女的两名打手。其二是被迫分离的老年人和少女。老人伸出双手试图挽回少女；被打手拖拽的少女因反抗而发辫披散在胸前，并伸出挣扎呼救的手。其三为群像。围观的群众因年纪、性别、身份、职业不同而展示出不同的状态和性格。包括对巴依等人怒目而视的维吾尔族青年、怕事的过路者、敢怒不敢言的小贩等。

## 创作前后
1963年，哈孜·艾买提前往吐鲁番县火焰山公社参与社教活动。许多贫下中农讲述的经历成为哈孜·艾买提创作《罪恶的审判》的灵感来源。1964年6月，新疆维吾尔自治区文学艺术界联合会、新疆维吾尔自治区文化厅、新疆美术家协会组织哈孜·艾买提等一众画家，为将在北京市举办的中华人民共和国第四届第全国美术作品展览准备作品。哈孜·艾买提先创作完成《罪恶的审判》铅笔速写草图。为满足画展要求，哈孜·艾买提将2幅幅宽较小的帆布制画布拼接为一副大画布，开始利用煤勾勒轮廓。然而，画作中关于穆斯林群众对伊斯兰教法无条件遵循的内容遭到其他画家的质疑，哈孜·艾买提因此陷入矛盾，暂停了《罪恶的审判》的绘制，转而开始创作以支边青年为主题的油画《开荒队》。一日，在中国人民解放军新疆军区任职的关夫生前往画室观摩，得知《罪恶的审判》暂停创作的原委后，对该画作所揭露的不平等、迷信等内容表达了肯定。《罪恶的审判》得以继续创作。
为体现《罪恶的审判》内人物个性和特征，哈孜·艾买提前往乌鲁木齐市二道桥、碾子沟长途汽车站、新疆人民剧场等地进行采风，收集了茶店、马掌铺子老板，南北疆旅客等不同年龄、肤色、类型的人物素材。其中画作中怒视恶霸的年轻农民的形象源自在新疆人民剧场开会时，遇到的演员阿布力孜·玉素甫。万事俱备的哈孜·艾买提共用20天完成了《罪恶的审判》的绘制。画作完成后，对《罪恶的审判》的批评之声依然存在，新疆维吾尔自治区文化厅有人（原文如此）为此向《新疆日报》投稿。现场视察过作品的新疆维吾尔自治区文联党组书记刘肖无认为应该交由群众评价，阻止了该文章的刊登。《罪恶的审判》于乌鲁木齐市工人文化宫首展，并得到观众的正面反馈。画展结束后，《罪恶的审判》等作品交由中共中央西北局审查，中共中央西北局第一书记刘澜涛看过画作后同意向北京送展。1964年，中华人民共和国文化部、中国美术家协会联合举办“庆祝中华人民共和国成立15周年全国美术展览会”（第四届全国美术作品展览），其中展出的《罪恶的审判》获得观众好评。此后，《美术》杂志两次刊登关于《罪恶的审判》的评论，《人民日报》也刊登了油画《罪恶的审判》。自此，哈孜·艾买提因《罪恶的审判》在中华人民共和国名声大噪。

## 画作解读
《罪恶的审判》以养尊处优、凶狠残暴的巴依、宗教法庭法官和贫困不堪、任人欺凌的贫苦大众，这两个不同社会阶级对立作为主要渲染对象。《罪恶的审判》构图上将少女和老人、巴依和宗教法官分布在了右上到左下的对角线上，周边辅以围观群众，形成呼应的动势并且表现了重点，使姑娘与老人成为画面的焦点。色彩上，少女的红裙是画作中鲜有的亮色，与画作整体灰暗的色调、众人的穿着形成反照。作为宗教法庭的清真寺墙体、清真寺大门、贫民的穿着相互映衬，使作品形成凝重暗淡的色调、悲怆压抑气氛。

## 画作收藏
《罪恶的审判》被中国美术馆收藏。《罪恶的审判》素描稿、画作姊妹篇——讲述“减租反霸”运动场景的油画《清算》藏于新疆美术馆。